# Lina Abu Akleh
Lina Abu Akleh (née le 17 avril 1995 à Jérusalem) est une étudiante puis journaliste palestinienne connue pour ses interventions en faveur d'enquêtes sur la mort de sa tante Shireen Abu Akleh.Elle est cofondatrice d'une fondation en sa mémoire visant à soutenir financièrement des professionnels du journalisme.

## Biographie

### Enfance et éducation
Lina Abu Akleh naît à Jérusalem le 17 avril 1995. Elle est la nièce de Shireen Abu Akleh, journaliste américano-palestinienne pour Al Jazeera, qui sort régulièrement chez son frère, le père de Lina Abu Akleh, à Beit Hanina. La famille Abu Akleh, originaire de Bethléem, est une famille chrétienne établie entre Jérusalem et le New Jersey. Sa mère est d'origine arménienne. Les Abu Akleh tiennent d'abord une agence de voyages pour les exilés voulant visiter la terre sainte. Anton Abu Akleh travaille pour l'Organisation des Nations unies pendant la Seconde intifada, organisant les visites des rapporteurs de l'ONU.
Lina Abu Akleh étudie au lycée américain de Jérusalem, puis la géopolitique et la communication à Beyrouth et à San Francisco, où elle obtient une maîtrise en relations internationales,. À la fin de ses études, elle travaille dans une petite ONG palestinienne, mais elle veut retourner aux États-Unis et devenir chercheuse.

### Engagement militant
Le 11 mai 2022, Shireen Abu Akleh est assassinée à Jénine sur le terrain d'une balle dans la tête par un tir de l'armée israélienne. Lina Abu Akleh commence alors à militer pour exiger une enquête sur la mort de sa tante qui soit menée par le Federal Bureau of Investigation (Shireen ayant également la nationalité américaine) ou par la Cour pénale internationale,, les Israéliens ayant d'abord prétendu que des tireurs palestiniens seraient responsables. Le 24 juin 2022, l'ONU accuse officiellement Israël d’être responsable de la mort de la journaliste. En juillet, les États-Unis produisent un rapport très critiqué, qui estime que le tireur est israélien mais que le tir est certainement accidentel. Lina Abu Akleh continue à exiger qu'un nom soit fourni par l'armée israélienne et à reprocher aux États-Unis de traiter la mort de Shireen Abu Akleh comme une mort étrangère, alors qu'elle a la nationalité américaine,.
Antony Blinken, secrétaire d'État des États-Unis, reçoit la famille Abu Akleh au courant de l'été 2022, alors que Joe Biden refuse toute rencontre lorsqu'il visite Jérusalem en juillet,. Lina Abu Akleh affirme que la rencontre avec Blinken n'a rien changé. En octobre 2022, elle rencontre le pape François qui témoigne son soutien à la famille.
Lina Abu Akleh reçoit au nom de sa tante la plus haute distinction du Press Club de Washington, D. C..

## Création de la fondation Shireen Abu Akleh
En 2024, Lina Abu Akleh  cofonde avec sa famille une fondation  au nom de sa tante, dont la devise est « Le journalisme n'est pas un crime ». Le double objectif est de célébrer sa mémoire et de doter 10 étudiants palestiniens ou internationaux d'une bourse annuelle afin qu'ils puissent devenir journalistes, alors que la guerre à Gaza a causé plus de 100 morts dans les rangs des journalistes palestiniens. Pour ce faire, la fondation travaille en collaboration avec des établissements d’enseignement supérieur en Jordanie, au Liban, en Palestine, au Royaume-Uni et au Canada.  Lina Abu Akleh, qui entretemps est devenue journaliste, insiste pour être présentée comme la nièce de Shireen Abu Akleh, et non comme une militante.

## Prix et récompenses
- 2022 : Time 100 des leaders émergents, catégorie militants[1],[9],[10]
- 2022 : 100 Women[11],[12]